# Подгорија (Прахова)
Подгорија (рум. Podgoria) насеље је у Румунији у округу Прахова у општини Татару. Oпштина се налази на надморској висини од 470 m.

## Становништво
Према подацима из 2002. године у насељу је живело 466 становника, од којих су сви румунске националности.